# Racom
RACOM es una compañía con sede en Nové Město na Moravě, Chequia, especializada en el diseño y producción de radiomódems , routers GPRS/ EDGE / UMTS / LTE y enlaces de microondas.
El núcleo de la compañía comenzó incluso antes de la Revolución de Terciopelo de 1989, con el diseño y producción de equipos para radioaficionados. Los módems de radio de redes de datos inalámbricas UHF y VHF se han convertido en el foco principal de RACOM poco después, siendo desarrollado el primer módem de radio en el año 1991.

## Comunicación vía radio módems y routers
RACOM  se ha especializado en implementar tipos de comunicación para SCADA y telemetría, gestión de flotas y de redes financieras y de transacción. 
La principal ventaja de la comunicación por radio es su independencia. Hay frecuencias muy utilizadas con licencia, por ejemplo, un canal de radio dedicado es privado y su pureza está garantizada por el organismo gubernamental. La distancia de la comunicación depende de la potencia de RF, las antenas, su altura sobre el suelo y los factores próximos; sin embargo, en decenas de km, no es necesaria la línea de visión. El usuario tiene todo bajo su control. Desde el punto de vista técnico, la red de radio tiene un tiempo de respuesta (round-trip delay time) muy rápido, con una fluctuación mínima. Cuando hay grandes distancias entre los sitios y la red GSM (GPRS/EDGE/UMTS/LTE) cubre el territorio, se puede usar un router GPRS/EDGE/UMTS. Por otro lado, las redes GPRS/EDGE/UMTS tienen mayor rendimiento, sin tener en cuenta que el tiempo de respuesta inmediata es más largo. RACOM ha desarrollado el sistema MORSE de forma que es posible combinar ambas tecnologías en una red.